# Wenn sie tanzt
Wenn sie tanzt ist ein Lied des deutschen Liedermachers Max Giesinger aus dem Jahr 2016. Das Stück ist die zweite Singleauskopplung aus seinem zweiten Studioalbum Der Junge, der rennt.

## Entstehung und Artwork
Geschrieben wurde das Lied vom Interpreten selbst, unter seinem bürgerlichen Namen Maximilian Giesinger, sowie den Koautoren Martin Haller und Jens Schneider. Letzterer produzierte auch die Single. Die Single wurde unter den Musiklabels Big Me Entertainment und BMG veröffentlicht und durch Sony/ATV Music Publishing und den Wolpertinger Verlag vertrieben. Auf dem Cover der Maxi-Single ist – neben Künstlernamen und Liedtitel – ein Kinderbild von Giesinger, auf dem Arm seiner Mutter, zu sehen.

## Veröffentlichung und Promotion
Die Erstveröffentlichung von Wenn sie tanzt erfolgte am 8. April 2016 bei BMG Rights Management, als Teil von Giesingers zweiten Studioalbum Der Junge, der rennt (Katalognummer: 405053819307). Am 16. September 2016 erschien das Lied als dritte Singleauskopplung aus dem Album. Diese erschien zunächst als Einzeldownload. Aufgrund des großen Anklangs folgte die Veröffentlichung einer physischen Maxi-Single am 2. Dezember 2016. Die Maxi-Single wurde als 2-Track-Single veröffentlicht und beinhaltet neben der Radio- auch eine Singleversion zu Wenn sie tanzt als B-Seite (Katalognummer: 405053825917).
Um das Lied zu bewerben, folgten unter anderem Liveauftritte zur Hauptsendezeit während der ProSieben-Tanzshow Deutschland tanzt, der José Carreras Gala 2016 und der Helene Fischer Show 2017. Am 22. April 2016 hatte Giesinger einen Gastauftritt in der 5982. Folge von Gute Zeiten, schlechte Zeiten, wo er im „Mauerwerk“ das Lied sang.

## Inhalt
| „Und wenn sie tanzt, ist sie wo anders, für den Moment, dort wo sie will; und wenn sie tanzt, ist sie wer anders, lässt alles los, nur für das Gefühl. Dann geht sie barfuß in New York, trampt alleine durch Alaska, springt vor Bali über Bord und taucht durch das blaue Wasser. Und wenn sie tanzt, ist sie woanders, lässt alles los nur für das Gefühl.“ – Refrain, Originalauszug | Der Liedtext zu Wenn sie tanzt ist in deutscher Sprache verfasst. Die Musik und der Text wurden gemeinsam von Max Giesinger, Martin Maria Haller und Jens Schneider geschrieben beziehungsweise komponiert. Musikalisch bewegt sich das Lied im Bereich der Popmusik. Als Instrumentalisten wurden Lars Brand (Perkussion und Schlagzeug), Martin Haller (E-Gitarre), Jens Schneider (Keyboard) und Paul Sieferle (E-Bass) engagiert. Inhaltlich befasst sich das Lied mit der Balance zwischen dem Alltagsstress und der Alltagsflucht, mit dem vor allem alleinerziehende Eltern häufig konfrontiert werden. Das autobiografische Stück ist Giesingers Mutter gewidmet; er selbst sagte Folgendes zu den Beweggründen dieses Liedes: „Meine Mutter war alleinerziehend und hat nebenher gearbeitet, den Haushalt gestemmt, gekocht und mich großgezogen. Mir war das damals als Kind gar nicht so klar, was das eigentlich heißt. Erst später ist mir so richtig bewusst geworden, dass das natürlich auch nicht immer ganz einfach war für sie und dass das eine ganz schöne Leistung ist. Dafür bin ich natürlich sehr dankbar. Damals wie heute gibt es Situationen im Leben, denen man gerne entflieht, durch die man letztlich aber auch zu schätzen weiß, was man hat und was einen wirklich glücklich macht. Genau dafür steht Wenn sie tanzt.“ |

## Musikvideo
Das Musikvideo zu Wenn sie tanzt feierte am 15. September 2016 zeitgleich auf Facebook und YouTube seine Premiere. Das Video lässt sich in drei Abschnitte gliedern. Zum einen wird während der Strophen der stressige Alltag einer jungen alleinerziehenden Mutter, gespielt von Aline Adam, dargestellt. Im Refrain sind Ausschnitte dieser zu sehen, in dem sie ohne Kinder befreit an einem Strand tanzt und mit Freunden durch die Stadt zieht; während des letzten Refrains tanzt sie zusammen mit ihren Kindern. Zwischendurch sind immer wieder Ausschnitte Giesingers zu sehen, der vor einem Fenster in einem alten Gebäude steht, das Lied singt und gegen Ende auch dazu tanzt. Die Gesamtlänge des Videos beträgt 3:44 Minuten. Regie führten Nico Koenen und Konrad Weinz. Bis April 2025 zählte das Musikvideo über 80 Millionen Aufrufe bei YouTube.

## Mitwirkende
| Liedproduktion - Lars Brand: Perkussion, Schlagzeug - Max Giesinger: Gesang, Komponist, Liedtexter - Martin Haller: E-Gitarre, Komponist, Liedtexter - Jens Schneider: Keyboard, Komponist, Liedtexter, Musikproduzent - Paul Sieferle: E-Bass - Big Me Entertainment: Musiklabel - BMG: Musiklabel - Sony/ATV Music Publishing: Verlag - Wolpertinger Verlag: Verlag | Musikvideo - Aline Adam: Schauspieler - Nico Koenen: Drehbuch, Filmschnitt, Regisseur - Julia Mücke: Filmproduzent, Kameramann - Konrad Weinz: Filmproduzent, Regisseur - Patrick Wulf: Drehbuch, Filmproduzent, Kameramann - Bildreich: Filmproduzent - Kreuzberger Kind: Filmproduzent |

## Rezeption

### Rezensionen
Während das gesamte Album Der Junge, der rennt mit drei von zehn Punkten eher schlecht wegkommt und die Texte als universelle Schablonen bezeichnet werden, hob Plattentests.de das Stück Wenn sie tanzt mit seiner Geschichte als positives Stück hervor.

### Chartplatzierungen
Wenn sie tanzt erreichte in Deutschland Position neun der Singlecharts und konnte sich insgesamt zwei Wochen in den Top 10 und 26 Wochen in den Charts halten. In Österreich erreichte die Single in 15 Chartwochen Position 18 und in der Schweiz in 23 Chartwochen Position 16 der Charts. 2017 platzierte sich die Single auf Position 60 der Single-Jahrescharts in der Schweiz.
Für Giesinger als Interpreten ist dies bereits der vierte Charterfolg in Deutschland sowie der dritte in Österreich und der Schweiz. Es ist nach 80 Millionen sein zweiter Top-10-Erfolg in Deutschland. Als Autor ist Wenn sie tanzt nach 80 Millionen der zweite Charterfolg Giesingers. Bis heute konnte sich keine Single von Giesinger höher in der Schweizer Hitparade platzieren.
Für Haller und Schneider als Autoren ist es jeweils der erste Charterfolg ihrer Karriere. Für Schneider als Produzent ist es nach 80 Millionen der zweite Charterfolg.
| ChartsChartplatzierungen | Höchstplatzierung | Wochen |
| ------------------------ | ----------------- | ------ |
| Deutschland (GfK)        | 9 (26 Wo.)        | 26     |
| Österreich (Ö3)          | 18 (15 Wo.)       | 15     |
| Schweiz (IFPI)           | 16 (23 Wo.)       | 23     |

| ChartsJahrescharts (2017) | Platzierung |
| ------------------------- | ----------- |
| Deutschland (GfK)         | 60          |

### Auszeichnungen für Musikverkäufe
Im Juli 2019 wurde Wenn sie tanzt in Deutschland mit einer Platin-Schallplatte für über 400.000 verkaufte Einheiten ausgezeichnet. Im Mai 2017 wurde das Lied bereits mit einer Gold-Verleihung für 15.000 verkaufte Einheiten in der Schweiz ausgezeichnet. Insgesamt wurde die Single jeweils einmal mit Gold und Platin ausgezeichnet und verkaufte sich über 415.000 Mal.
| Land/Region        | Auszeichnungen für Musikverkäufe (Land/Region, Auszeichnung, Verkäufe) | Verkäufe |
| ------------------ | ---------------------------------------------------------------------- | -------- |
| Deutschland (BVMI) | Platin                                                                 | 400.000  |
| Schweiz (IFPI)     | Gold                                                                   | 15.000   |
| Insgesamt          | 1× Gold · 1× Platin ·                                                  | 415.000  |

## Coverversionen
- 2017: Die Schlümpfe, das Musikprojekt um die Schlümpfe veröffentlichte am 10. März 2017 eine Version unter dem Titel Der Elefant auf dem Album Das verschlumpfte Album.[18]
- 2017: Lions Head & Xavier Naidoo, die beiden sangen das Lied im Rahmen der Sky-1-Musikshow Xaviers Wunschkonzert Live.
- 2018: Yves Berendse, der niederländische Sänger nahm eine niederländische Version mit dem Titel Als ze danst für sein Album Het einde van het begin (niederländisch für „Das Ende vom Anfang“) auf.[19]
- 2020: Michael Patrick Kelly, der irisch-US-amerikanische Sänger coverte das Stück in der englischsprachigen Version When She Dances (Wenn sie tanzt) während der siebten Staffel der VOX-Show Sing meinen Song – Das Tauschkonzert. Das Stück erschien als Promo-Single am 6. Mai 2020.[20] In der Chartwoche vom 8. Mai 2020 schaffte es die Single auf Position 52 der deutschen Downloadcharts.[21]